# Рокка-д’Эвандро
Рокка-д’Эвандро (итал. Rocca d'Evandro) — коммуна в Италии, располагается в регионе Кампания, в провинции Казерта.
Население составляет 3719 человек (2008), плотность населения составляет 76 чел./км². Занимает площадь 49 км². Почтовый индекс — 81040. Телефонный код — 0823.
Покровителем населённого пункта считается святой San Rocco.

## Демография
Динамика населения:

## Администрация коммуны
- Официальный сайт: https://web.archive.org/web/20101003082243/http://www.comune.roccadevandro.ce.it/